# Koroncó
Koroncó là một thị trấn thuộc hạt Győr-Moson-Sopron, Hungary. Thị trấn này có diện tích 26,91 km², dân số năm 2010 là 1974 người, mật độ 73 người/km².